# 매정국민학교 석동분교

매정국민학교 석동분교는 경상북도 영덕군 영덕읍 석동1길 4에 있었던 분교이다.

## 학교 연혁
- 일자미상 석동분교장 설립 인가
- 1965년 9월 10일 매정국민학교 석동분교 개교
- 1994년 3월 1일 폐교 및 매정국민학교 통폐합